# Бруус, Андреас
Андреас Бруус (дат. Andreas Bruus; род. 16 января 1999, Дания) — датский футболист, защитник клуба «Труа».

## Клубная карьера
Бруус — воспитанник клуба «Брондбю». 10 декабря 2017 года в матче против «Орхуса» он дебютировал в датской Суперлиге. В 2018 году Андреас помог клубу завоевать Кубок Дании. Летом того же года для получения игровой практики Бруус на правах аренды перешёл в «Роскилле». 9 сентября в матче против «Люнгбю» он дебютировал в Первой лиге Дании. 7 октября в поединке против «Нюкёбинга» Андреас забил свой первый гол за «Роскилле». По окончании аренды Бруус вернулся в «Брондбю». 24 октября 2020 года в поединке против «Мидтьюлланна» Андреас забил свой первый гол за клуб. В 2021 году он помог команде выиграть чемпионат.
Летом 2022 года Бруус перешёл во французский «Труа», подписав контракт на 5 лет. 7 августа в матче против «Монпелье» он дебютировал в Лиге 1.

## Достижения
Клубные
 «Брондбю»
- Победитель датской Суперлиги — 2020/2021
- Обладатель Кубка Дании — 2017/2018